# 西于庄街道
西于庄街道，是中华人民共和国天津市红桥区下辖的一个乡镇级行政单位。

## 行政区划
西于庄街道下辖以下地区：
增产里社区、新建里社区、西于庄社区、礼貌楼社区、祥居社区、集安里社区、植物园社区、敦煌楼社区、子牙里第一社区、子牙里第三社区、永光楼社区、怡水苑社区、翠溪园社区、绮水苑社区、亿城堂庭社区和美居社区。